# Rezolucja Rady Bezpieczeństwa ONZ nr 147
Rezolucja Rady Bezpieczeństwa ONZ nr 147 została przyjęta jednomyślnie 23 sierpnia 1960 r.
Po przeanalizowaniu wniosku Dahomeju (dzisiejszy Benin) o członkostwo w Organizacji Narodów Zjednoczonych, Rada zaleciła Zgromadzeniu Ogólnemu przyjęcie tego państwa do swojego grona.

## Źródło
- UNSCR - Resolution 147